# Лодай (Калифорния)

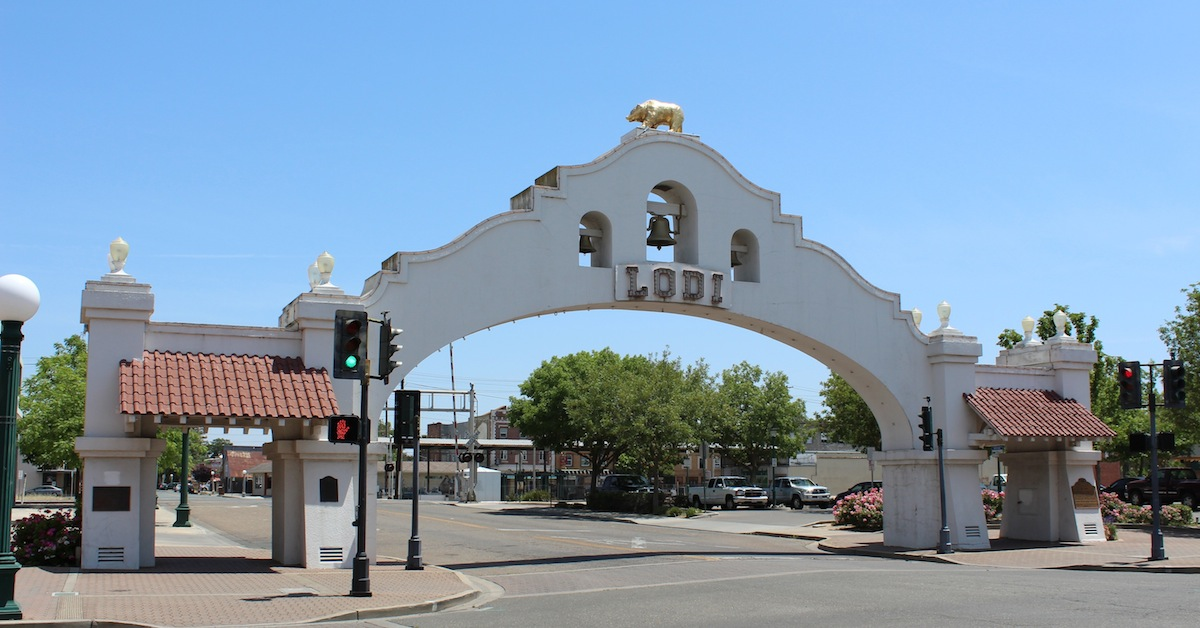

Лодай (англ. Lodi) — город округа Сан-Хоакин в штате Калифорния, США.
Известный центр производства калифорнийского вина. Район Лодая, ранее известный своим замечательным сортом винограда Зинфандель, а теперь, благодаря одному из наиболее известных виноделов США, человеку, обеспечившему Северной Калифорнии мировую славу винодельческого региона, предпринимателю Роберту Мондави, получивший мировую славу под названием «Вудбридж» (Woodbridge). Здесь производится недорогое, но качественное вино.
Население Лодая согласно переписи 2011 года составляет 62 473 человека. Общая площадь — 35,8 км².

## Известные уроженцы и жители
- Билл Картрайт — американский баскетболист и баскетбольный тренер, пятикратный чемпион США в обоих амплуа — трижды как игрок и дважды как тренер.

## Поп-культура
Город упоминается в одноимённой песне Джона Фогерти, которую исполняла группа Creedence Clearwater Revival и многие другие.

## Города-побратимы
- Кофу, Япония[1]
- Лоди, Италия
- Туймазы, Россия